# Своронь
Своронь (пол. Sworoń) — село в Польщі, у гміні Осек Сташовського повіту Свентокшиського воєводства.
Населення — 185 осіб (2011).
У 1975-1998 роках село належало до Тарнобжезького воєводства.

## Демографія
Демографічна структура на день 31 березня 2011 року:
|          | Загалом | Допрацездатний вік | Працездатний вік | Постпрацездатний вік |
| -------- | ------- | ------------------ | ---------------- | -------------------- |
| Чоловіки | 91      | 12                 | 67               | 12                   |
| Жінки    | 94      | 16                 | 47               | 31                   |
| Разом    | 185     | 28                 | 114              | 43                   |